# Château d'Aine
Le château d'Aine est un château du XIXe siècle situé à Azé en Saône-et-Loire, à une quinzaine de kilomètres au nord de Mâcon. Connu pour son parc et son arboretum, il est aujourd'hui la propriété de la ville de Mâcon.

## Historique
Un premier château avec d'importantes écuries est construit au XVIe siècle par la famille Patissier de la Forestille. Ce château est détruit en 1789, sous la Révolution, après avoir été investi par une troupe de Brigands en provenance d'Igé.
En 1858, le château actuel est construit, entouré d'un parc de 17 hectares avec une pièce d'eau. Des arbres exotiques sont plantés. Le domaine possède également 20 hectares de vignobles avec trois pressoirs. Le château sert de pavillon de chasse pour la haute société du Second Empire. 
Sous l'Occupation le château est acquis par l'affairiste Michel Szkolnikoff, qui a fait fortune dans le marché noir avec l'Armée allemande et qui en fait un de ses lieux de villégiatures. En août 1944, le château devient le PC de la Résistance locale, tenu par le commandant Bazot. 
Placé sous séquestre par l'État à la Libération, il est finalement acheté par la ville de Mâcon en 1949 qui s'en sert alors comme centre de vacances. Des vergers ont depuis été plantés. Le parc (« parc d'Azé ») est ouvert au public et il s'y tient diverses manifestations.